# Riptide (Vance Joy)
Riptide è un singolo del cantautore australiano Vance Joy, pubblicato il 21 maggio 2013 come secondo estratto dal primo EP God Loves You When You're Dancing e dal primo album in studio Dream Your Life Away.

## Promozione
Joy ha eseguito il brano nell'ambito degli ARIA Music Awards il 1º dicembre 2013.

## Video musicale
Il video musicale, diretto da Dimitri Basil e co-diretto da Laura Gorun, è stato reso disponibile il 2 aprile 2013.

## Tracce
Testi e musiche di Vance Joy.
Download digitale
1. Riptide – 3:22
2. From Afar – 4:24

Download digitale – FlicFlac Remix
1. Riptide (FlicFlac Remix) – 5:39

Download digitale – EP (Regno Unito)
1. Riptide – 3:24
2. Play with Fire – 4:23
3. Snaggletooth – 5:19
4. Emmylou – 4:40
5. From Afar – 4:24

CD singolo (Germania, Austria e Svizzera)
1. Riptide – 3:24
2. Emmylou – 4:40
3. Snaggletooth – 5:19
4. From Afar – 2:24
5. Riptide (FlicFlac Remix) – 5:39

## Formazione
Musicisti
- Vance Joy – voce, ukulele
- Edwin White – cori, batteria, percussioni, sintetizzatore

Produzione
- John Castle – produzione, missaggio
- Vance Joy – produzione aggiuntiva
- Edwin White – produzione aggiuntiva
- Tyson Fish – ingegneria del suono
- Steve Smart – mastering

## Classifiche

### Classifiche settimanali
| Classifica (2014-24) | Posizione massima |
| -------------------- | ----------------- |
| Australia            | 6                 |
| Austria              | 4                 |
| Belgio (Fiandre)     | 56                |
| Belgio (Vallonia)    | 54                |
| Canada               | 13                |
| Francia              | 65                |
| Germania             | 9                 |
| Grecia               | 63                |
| Irlanda              | 4                 |
| Israele              | 62                |
| Italia               | 35                |
| Lettonia             | 15                |
| Lituania             | 45                |
| Norvegia             | 37                |
| Paesi Bassi          | 36                |
| Panama               | 170               |
| Polonia              | 3                 |
| Portogallo           | 55                |
| Regno Unito          | 10                |
| Repubblica Ceca      | 9                 |
| Slovacchia           | 8                 |
| Slovenia             | 7                 |
| Spagna               | 58                |
| Stati Uniti          | 30                |
| Svezia               | 18                |
| Svizzera             | 17                |
| Ungheria             | 17                |

### Classifiche di fine anno
| Classifica (2013) | Posizione |
| ----------------- | --------- |
| Australia         | 12        |
| Classifica (2014) | Posizione |
| Australia         | 55        |
| Austria           | 26        |
| Canada            | 69        |
| Francia           | 163       |
| Germania          | 27        |
| Italia            | 76        |
| Paesi Bassi       | 69        |
| Polonia           | 36        |
| Regno Unito       | 42        |
| Slovenia          | 19        |
| Svezia            | 26        |
| Svizzera          | 38        |
| Ungheria          | 66        |
| Classifica (2015) | Posizione |
| Canada            | 37        |
| Stati Uniti       | 71        |
| Classifica (2016) | Posizione |
| Francia           | 188       |
| Classifica (2017) | Posizione |
| Francia           | 189       |
| Classifica (2021) | Posizione |
| Regno Unito       | 83        |
| Classifica (2022) | Posizione |
| Regno Unito       | 69        |
| Classifica (2023) | Posizione |
| Australia         | 52        |
| Austria           | 45        |
| Francia           | 165       |
| Paesi Bassi       | 81        |
| Portogallo        | 144       |
| Regno Unito       | 40        |
| Svizzera          | 35        |
| Classifica (2024) | Posizione |
| Australia         | 24        |
| Austria           | 50        |
| Francia           | 126       |
| Paesi Bassi       | 79        |
| Portogallo        | 121       |
| Regno Unito       | 36        |
| Svizzera          | 33        |

### Classifiche di fine decennio
| Classifica (2010-19) | Posizione |
| -------------------- | --------- |
| Australia            | 14        |
| Regno Unito          | 65        |